# Mariano Barbacid
Mariano Barbacid Montalbán (Madrid, 4 d'octubre de 1949) és un destacat bioquímic espanyol, conegut pel descobriment del primer Oncogèn. Fou director del Centre Nacional d'Investigacions Oncològiques entre 1998 i 2011, quan fou succeït per María Blasco Marhuenda.